# Пураны
Пура́ны (санскр. पुराण IAST: purāṇa «древняя былина») — тексты древнеиндийской литературы на санскрите. В основном это писания послеведийского периода, в которых описывается история Вселенной от её сотворения до разрушения, генеалогия царей, героев и дэвов, а также излагается индуистская философия и космология. Большинство пуран являются каноническими писаниями различных течений индуизма. Пураны в основном написаны в форме историй. В традиции индуизма составителем пуран принято считать ведийского риши Вьясу.
Самое раннее упоминание о пуранах содержится в «Чхандогья-упанишаде» (7.1.2), где к мудрецу Нараде обращаются как к итихаса-пуранам панчамам веданам. «Чхандогья-упанишада» даёт пуранам и итихасам статус «пятой Веды». В «Ригведе» слово «пурана» упоминается много раз, но учёные полагают, что оно используется в значении «древний».
Пураны составляют единый комплекс из 18 объёмных текстов, называемых махапураны, к которым примыкают более мелкие тексты, называемые упапураны.

## Датировка
Учёные, в основном основываясь на определённых филологических характеристиках, считают что махапураны были составлены примерно в период с III по XII век н. э. Принято считать, что большая их часть появилась в период Гуптов (320—500 годы н. э.).
Согласно традиции индуизма, пураны были составлены Вьясой в начале Кали-юги в конце IV тысячелетия до н. э.

## Классификация
Пураны делятся на махапураны («великие») и упапураны («дополнительные»).
Согласно «Матсья-пуране», в них излагаются пять основных предметов, называемых панчалакшана («пять отличительных чёрт»):
1. Сарга — сотворение вселенной.
2. Пратисарга — второстепенные творения, повторное творение после разрушения.
3. Вамша — генеалогия богов и мудрецов.
4. Манвантара — сотворение человеческого рода[10].
5. Вамшанучаритам — истории династий.

Большинство махапуран и упапуран в основном описывает эти темы, хотя часть их текстов посвящена также исторической и религиозной тематике.
В каждой из пуран обычно превозносится определённое божество (Шива, Вишну, Брахма, Кришна, Шакти и др.). В пуранах излагается большое количество религиозных и философских концепций, таких как бхакти и санкхья.
В Индии пураны переведены на местные языки и распространяются учёными-брахманами, которые их публично читают или рассказывают истории из них на особых собраниях, которые называются «катха» — странствующий брахман останавливается на несколько недель в каком-нибудь храме и повествует истории из пуран группам собирающихся специально для этой цели индусов. Эта религиозная практика в особенности характерна для традиций бхакти в индуизме.

## Маха-пураны

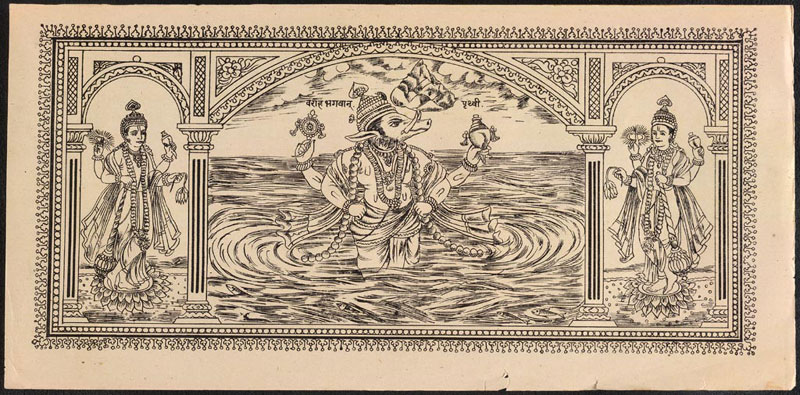
Иллюстрация к «Вараха-пуране»

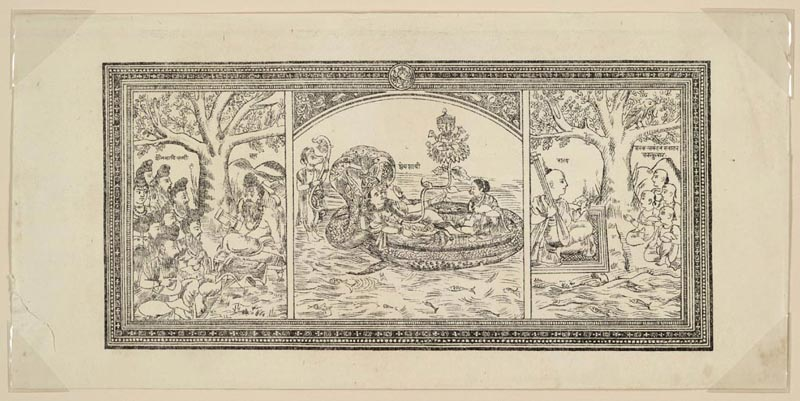
В «Нарада-пуране» описывается строение космоса. На иллюстрации изображён Вишну возлежащий на Шеша-наге со своей супругой Лакшми. Также изображены Нарада и Брахма.

Традиционно существует 18 махапуран и 18 упапуран. В каждой из махапуран перечисляются 18 «канонических» пуран, причём эти списки иногда отличаются друг от друга в зависимости от времени составления. Совместив списки, перечисленные в различных пуранах, Диммитт и ван Бёйтенен составили свой список из двадцати основных махапуран, куда помимо 18 «традиционных» также включили «Хариваншу» (которую часто относят к «Махабхарате») и «Ваю-пурану».
В общепринятый список 18 махапуран входят:
1. Агни-пурана (383 главы, 15 400 шлок-двустиший)
2. Бхагавата-пурана (18 000 стихов). Самая известная из Пуран[13]. Основная тема, изложенная в ней, это Вишну-бхакти. В ней также содержатся истории различных аватар Вишну. В десятой (самой объёмной) песне излагается история Кришны, причём возможно впервые на санскрите описываются его детские игры, которые впоследствии приобрели большое значение в движениях бхакти[14].
3. Бхавишья-пурана (14 500 шлок)
4. Брахма-пурана (24 000 шлок)
5. Брахманда-пурана (12 000 шлок; включает в себя «Лалита-сахасранама»)
6. Брахма-вайварта-пурана (18 000 шлок)
7. Гаруда-пурана (19 000 шлок)
8. Курма-пурана (17 000 шлок)
9. Линга-пурана (11 000 шлок)
10. Маркандея-пурана (9 000 шлок; включает в себя «Деви-махатмьям»)
11. Матсья-пурана (14 000 шлок)
12. Нарада-пурана (25 000 шлок)
13. Падма-пурана (55 000 шлок)
14. Шива-пурана (24 000 шлок)
15. Сканда-пурана (81 100 шлок), возможно самая большая из всех Пуран[15].
16. Вамана-пурана (10 000 шлок)
17. Вараха-пурана (10 000 шлок)
18. Вишну-пурана (23 000 шлок)

### Деление пуран согласно Тримурти
Махапураны также принято делить на три категории согласно Тримурти:
- Брахма Пураны:
  - Брахма-пурана
  - Брахманда-пурана
  - Брахма-вайварта-пурана
  - Маркандея-пурана
  - Бхавишья-пурана
- Вишну Пураны:
  - Вишну-пурана
  - Бхагавата-пурана
  - Нарада-пурана
  - Гаруда-пурана
  - Падма-пурана
  - Вараха-пурана
  - Вамана-пурана
  - Курма-пурана
  - Матсья-пурана
  - Калки-пурана
- Шива Пураны:
  - Шива-пурана
  - Линга-пурана
  - Сканда-пурана
  - Агни-пурана
  - Ваю-пурана

### Деление пуран согласно гунам
В соответствии с классификацией, описанной в одной из пуран, «Падма-пуране», они делятся на три категории согласно трём гунам (качествам) материальной природы — благости, страсти и невежества. Говорится, что шесть из махапуран особенно благоприятны для изучения тем, кто находится в гуне благости, шесть для тех, кто находится в гуне страсти, и шесть для тех кто находится под влиянием гуны невежества. Итак, согласно «Падма-пуране» к этим трём категориям относятся следующие Пураны:
- Саттва («благость»): Вишну-пурана, Бхагавата-пурана, Нарада-пурана, Гаруда-пурана, Падма-пурана, Вараха-пурана
- Раджас («страсть»): Брахманда-пурана, Брахма-вайварта-пурана, Маркандея-пурана, Бхавишья-пурана, Вамана-пурана, Брахма-пурана
- Тамас («невежество»): Матсья-пурана, Курма-пурана, Линга-пурана, Шива-пурана, Сканда-пурана, Агни-пурана

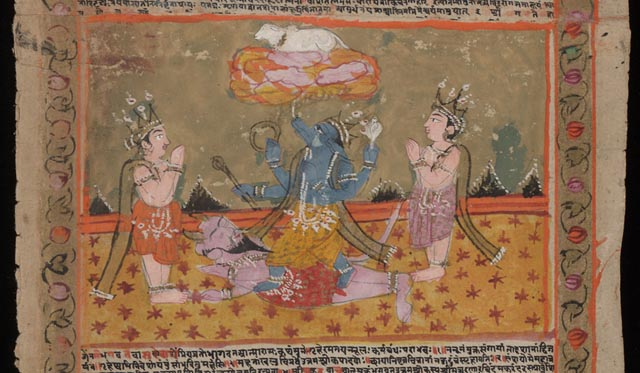
Иллюстрация к «Бхагавата-пуране» изображающая Вараха аватару.

Другие пураны не поддерживают этой классификации.

### Авторство, название и хронология
В традиции индуизма принято считать, что пураны были записаны мудрецом Вьясой, которого также считают автором «Махабхараты». Слово «вьяса» на санскрите означает «делящий», но некоторые учёные переводят его как «редактор». Согласно их мнению, тексты пуран были записаны в различных частях Индии и, на протяжении истории, их перезаписывали и редактировали.
Термин «пурана», который означает «древняя былина», появился уже в Ведах (например в «Атхарваведе» 11.7.24). А термин «итихаса-пурана» упоминается в «Чхандогья-упанишаде», Нирукте и «Брихад-араньяка-упанишаде», где текст «итихаса-пураны» называется «пятой Ведой».
Учёные полагают, что махапураны были составлены в период раннего Средневековья, а точнее между V и X веками, но содержат в себе материал более древнего происхождения; например согласно Ф. Е. Парджитеру «изначальная пурана», возможно, относится ко времени последней редакции Вед.

### Пураническая генеалогия
В пуранах уделяется большое внимание генеалогии. Например в «Ваю-пуране» говорится: «Как видно в древние времена, людским долгом являлось сохранение генеалогии богов, риши и славных царей, а также традиций великих людей». («Ваю-пурана» 1. 31-2).
Пураническая генеалогия уходит в глубокую древность. В «Индике» Арриан цитирует Мегасфена, который говорит, что индийцы считают от Шивы до Чандрагупты Маурьи «153 царя в течение периода, который длился 6043 года». В «Брихадараньяка-упанишаде» (4.6.) упоминаются 57 гуру в парампаре. Что означает, что эта парампара уходит в прошлое примерно на 1400 лет. Список царей в Раджатарангини Калханы уходит в XIX век до н. э.
В пуранической генеалогии также указывается, что Вайвасвата Ману явился за 95 поколений до войны Бхаратов.

## Упапураны
Существуют 18 упапуран:
1. Брихан-нарадия-пурана
2. Бхаргава-пурана
3. Варуна-пурана
4. Васиштха-пурана
5. Ганеша-пурана
6. Девибхагавата-пурана
7. Дурваса-пурана
8. Калки-пурана
9. Капила-пурана
10. Мудгала-пурана
11. Нанди-пурана
12. Нарасимха-пурана
13. Парашара-пурана
14. Самба-пурана
15. Санаткумара-пурана
16. Сурья-пурана
17. Хамса-пурана
18. Шиварахасья-пурана

Существуют различные версии и редакции этих пуран. «Ганеша-пурана» и «Мудгала-пурана» посвящены Ганеше.
«Девибхагавата-пурана» превозносит Дургу как Верховную Богиню. Наряду с «Деви-махатмьей» из «Маркандея-пураны» и «Калика-пураной» она является основным писанием для последователей шактизма.

## Другие пураны

### Стхала-пураны
В этих текстах описываются истории, связанные с различными храмами и святынями (слово «стхала» на санскрите означает «место»). Существуют несколько Стхала-пуран (точное количество неизвестно), большинство из которых написаны на новоиндийских языках, но некоторые также и на санскрите. Некоторые из санскритских версий появляются в махапуранах или упапуранах. В традиции индуизма принято считать, что большинство Стхала-пуран изначально были написаны на санскрите. Некоторые из Стхала-пуран:
- Каумарика Кханда Пурана
- Каусики Махатмая Пурана (Висвамитрамахатмая Пурана)
- Куберака Пурана
- Малла Пурана
- Нармада Махатмая Пурана
- Прабхаса Кханда Пурана
- Сабарамати Пурана (Сабармати Махатмая Пурана)
- Сарасвати Пурана

### Кула-пураны
В этих текстах в основном описываются касты (слово «кула» на санскрите означает «семья» или «племя»). Они посвящены описанию истории возникновения каст и связанными с этим былинами и легендами. Эти писания являются важным источником для идентификации каст и часто являются предметом споров между соперничающими кастами. Они записаны на новоиндийских языках и по сегодняшний день существует устная традиция их передачи.
Эта литература практически не была исследована, но была достаточно хорошо продокументирована в разделе «каста» в документах британской переписи населения в Индии.